# Jules Antoine Rousseau
Jules Antoine Rousseau (ur. 1710, zm. 29 sierpnia 1782) – francuski rzeźbiarz i dekorator, reprezentujący styl Ludwika XVI.

## Życiorys
Pochodził ze znanej rodziny artystycznej. Wykonywał przede wszystkim prace na zlecenie królów Francji w ich rezydencjach, min. w Wersalu.
Jego synowie – Jules Hugue Rousseau i Jean Siméon Rousseau – również byli wybitnymi dekoratorami.
Ważniejsze dzieła:
- dekoracja Cabinet du Conseil w pałacu wersalskim (1755)
- zespół kilku pomieszczeń w apartamentach dworskich pałacu wersalskiego: pokój Delfina, biblioteka i łazienka króla, łazienka Pani du Barry